# مالاندا، کوئینزلند
مالاندا (به انگلیسی: Malanda) یک شهرک در استرالیا است که در Tablelands Region واقع شده‌است.